# Oncocnemis deceptiva
Oncocnemis deceptiva là một loài bướm đêm trong họ Noctuidae.